# Anwar Sadat
Muhammad Anwar Al-Sadat (în arabă محمد أنورالسادات; n. 25 decembrie 1918, Mit Abu al-Kum⁠(d), Al Minufiyah, Egipt – d. 6 octombrie 1981, Cairo, Egipt) a fost un politician egiptean, al treilea președinte al Egiptului, începând cu 28 septembrie 1970 și până la asasinarea sa din 6 octombrie 1981. Sadat a inițiat în coordonare cu Siria lui Hafez al-Assad Războiul din octombrie 1973 împotriva Israelului, în primele zile ale acestuia armata egipteană reușind printr-un atac supriză să treacă Canalul de Suez și să dea, provizoriu, o lovitură grea armatei israeliene. În urma acestui pas, s-a bucurat de popularitate în țara sa și în 1977 a efectuat o vizită istorică în Israel, care a dus în 1978 la semnarea Acordurilor de la Camp David și în 1979 a Tratatului de pace dintre Egipt si Israel, cel dintâi acord de pace dintre o țară arabă și Israel după treizeci de ani de stare de război. În cadrul acordului a obținut de la Israel retrocedarea Peninsulei Sinai. Ca recunoaștere pentru eforturile în vederea înscăunării păcii în Orientul Apropiat, alături de premierul israelian Menachem Beghin, i s-a conferit Premiul Nobel pentru pace. A fost asasinat la o paradă militară de un membru al organizației islamiste Jihad Islami, secția egipteană.  

## Biografie
Născut în Mit Abu Al-Kum, Al-Minufiyah, Egipt, Sadat provenea dintr-o familie săracă egipteană având 13 frați și surori. Bunicul matern era sudanez. A urmat Academia Regală Militară din Cairo în 1938 și a intrat în "Mișcarea Ofițerilor Liberi" care se pronunța eliberarea Egiptului de monarhie și de sub controlul britanic.
În cursul celui de-al doilea război mondial Sadat a fost închis de britanici datorită eforturilor sale de a obține ajutor de la puterile Axei în scopul îndepărtării forțelor britanice din Egipt. Ulterior, împreună cu colegi săi, ofițerii Mișcării libere, Sadat a participat la Revoluția egipteană din 23 iulie 1952, care l-a îndepărtat pe regele Farouk I. Rolul său major din acea perioadă a fost preluarea controlului a posturilor de radio egiptene, care au fost folosite pentru a informa publicul egiptean de schimbările din țară din perioada post-revoluționară.
În 1964, după ce a ocupat mai multe poziții în guvernul republicii egiptene, a fost ales de Gamel Abdel Nasser ca vicepreședinte. A rămas în funcție până în 1966, și, apoi, din nou, din 1969 până în 1970.

## Sadat în timpul președinției lui Nasser
În cursul regimului republican instalat de Ofițerii Liberi în frunte cu colonelul Nasser, în 1954 Sadat a devenit ministru de stat, de asemenea redactor șef al noului cotidian oficios Al Gumhuriya.
În 1959 a devenit secretar al Uniunii Nationale. 
Ontre 1960-1968 a detinut functia de presedinte al Adunarii Nationale a Egiptului,iar din 1964 vicepreședinte al Egiptului și membru al Consiliului Prezidențial.În decembrie 1969 a fost reales ce vicepreședinte al Egiptului.
După decesul lui Nasser de atac cardiac în 1970  Sadat a anunțat poporului vestea tragică.

## Sadat președinte

### Revoluția corectivă
La scurt timp după alegerea sa ca presedinte al Egiptului, Sadat a șocat mulți egipteni prin demiterea și trimiterea în închisoare a două din figurile importante ale regimului:vicepresedintele Ali Sabri, care era apropiat de conducerea sovietică, si Sharawy Gomaa, ministru de interne, care controla poliția secretă.
Creșterea popularității lui Sadat s-a accelerat după ce a luat măsuri pentru micșorarea puterilor poliției secrete, urâte de popor. El a decis încheierea misiunii consilierilor militari sovietici (fără a renunta la ajutorul militar sovietic) și reforme ale armatei egiptene în vederea unei noi confruntări cu Israelul în viitor.

### Procese diplomatice. Inițierea Războiului în octombrie 1973

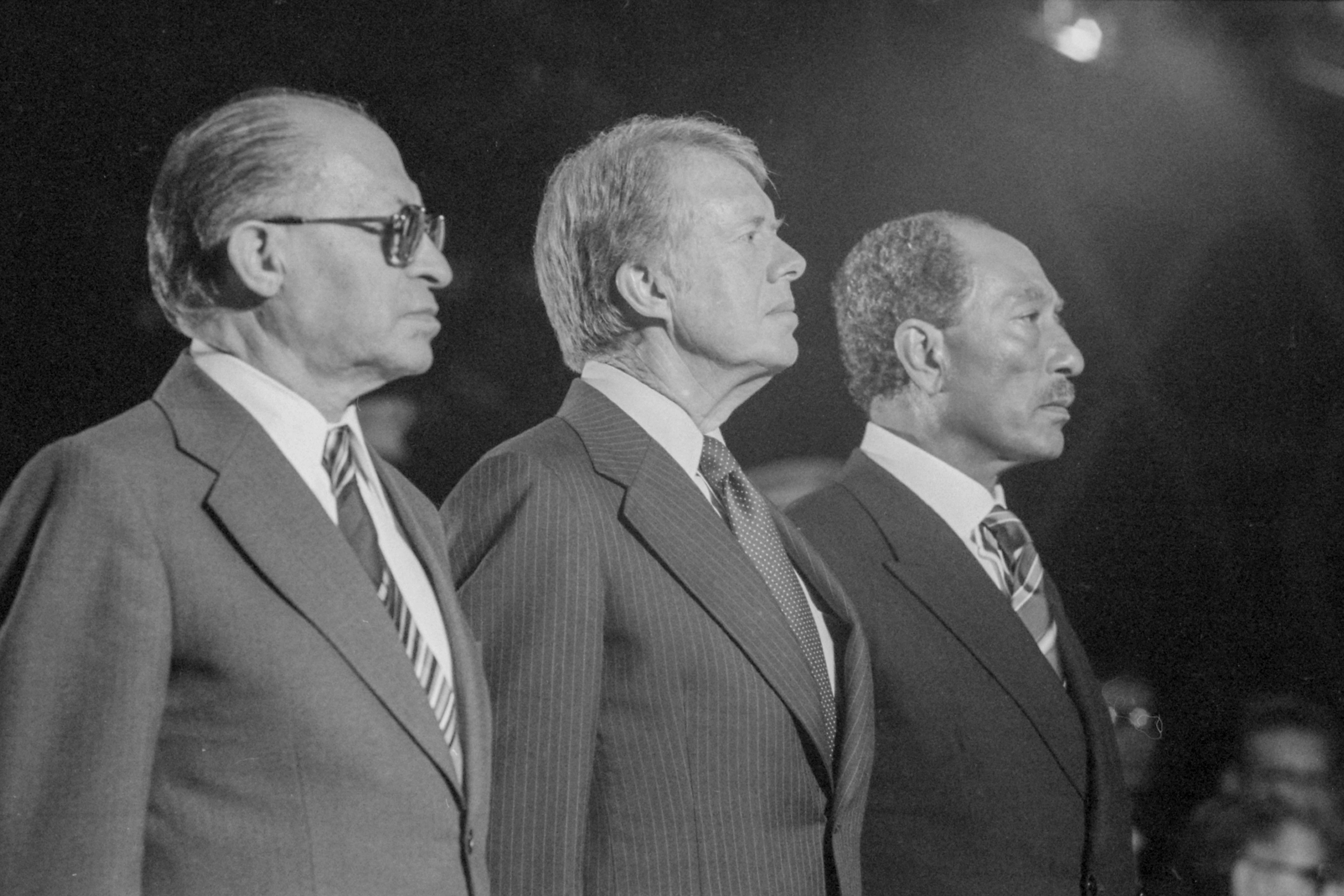
Begin, Carter și Sadat, la Camp David

În 1971 Sadat a trimis o scrisoare către mediatorul ONU, Gunnar Jarring cu o propunere de pace după un acord care prevedea returnarea de porțiuni din Peninsula Sinai Egiptului și conform cu rezoluția 242 a ONU care prevede retragerea Israelului din părțile ocupate din Războiul de șase zile
În 1973, Sadat, împreună cu Siria intră în Războiul de Yom Kippur cu Israel în scopul de a elibera părțile ocupate de Israel în Sinai și Înălțimile Golan în Războiul de șase zile. In cursul războiului din octombrie 1973, în cele din urmă, Israelul a izgonit fortele siriene si a ajuns aproape de Damasc, iar trei divizii al Israelului sub comanda generalului Ariel Sharon au trecut Canalul de Suez și au ajuns la 101 km de Cairo. 
Inițial la inceputul războiului s-a produs o victorie militară surpriză, de scurt termen, a Egiptului, care a influențat procesul diplomatic ulterior, mediat de Statele Unite. În urma acestuia Sadat a obținut evacuarea de către Israel a  Peninsulei Sinai, și redeschiderea  Canalului de Suez, ridicând moralul poporului egiptean.
El a apropiat Egiptul de Statele Unite, îndepărtându-l de lozincile socialiste și de dependența militară de Uniunea Sovietică.
La 19 noiembrie 1977 Sadat devine primul lider arab care a vizitat în mod oficial Israelul, s-a întâlnit cu premierul israelian Menachem Begin și a vorbit în Knesset la Ierusalim. În 1978 cu concursul presedintelui american Jimmy Carter, s-a semnat acordul de pace înte Israel si Egipt la Camp David în Statele Unite, apoi amândoi au primit în Norvegia Premiul Nobel Pentru Pace. Egiptul fiind țara cea mai puternică dintre statele arabe, Sadat a fost foarte hotărât să-și îndeplinească misiunea de pace, indiferent de împotrivirea  Ligii Arabe.
În 1979, Liga Arabă a suspendat Egiptul ca membru ai Ligii Arabe, Liga Arabă și-a mutat sediul de la Cairo la Tunis. Mai târziu în 1989 s-a restabilit sediul acesteia la Cairo.
În 25 aprilie 1982 Israelul s-a retras complet din peninsula Sinai, evacuând și asezările agricole inființate în acea regiune.

## Sadat asasinat

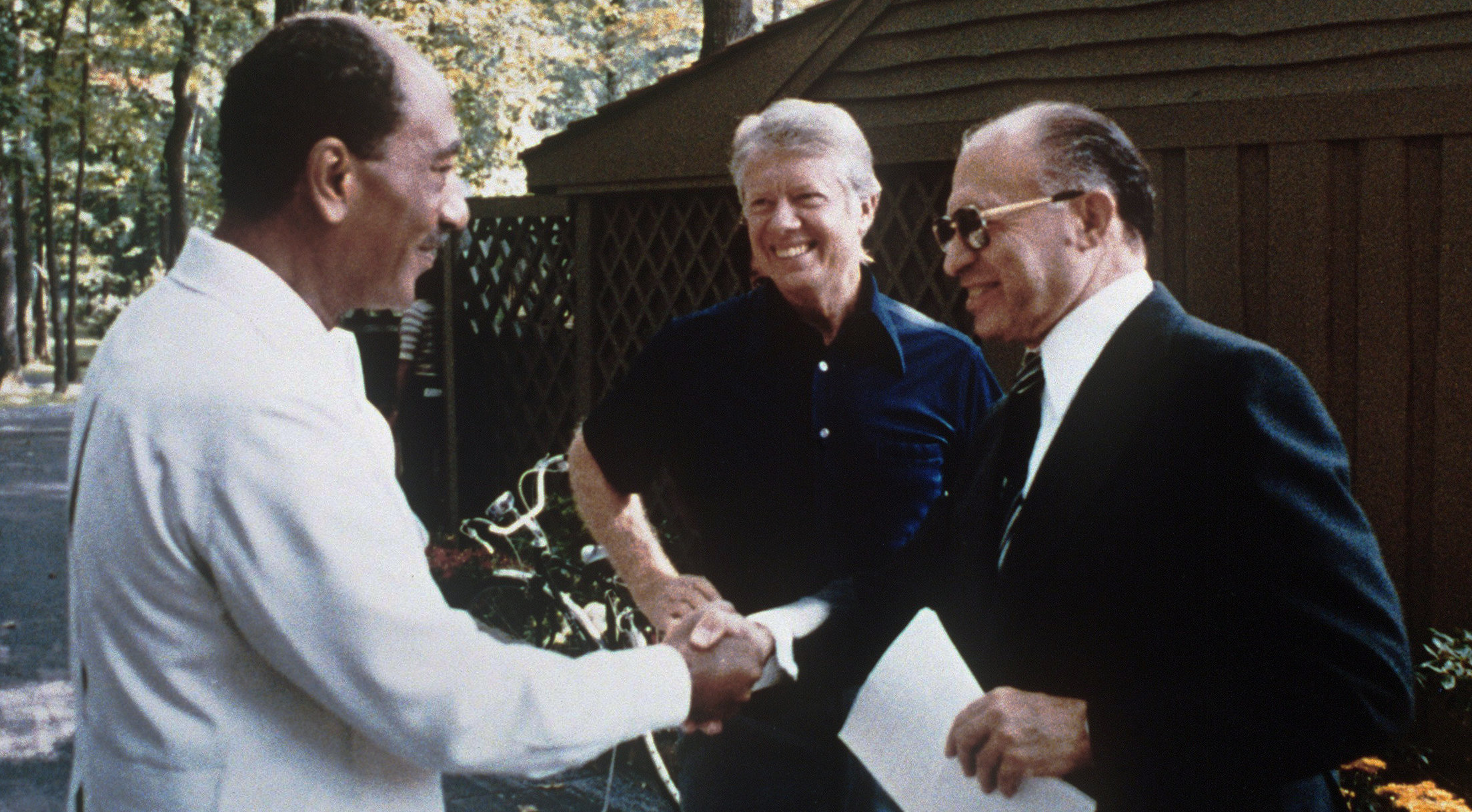
Sadat, Carter și Begin

La 6 octombrie 1981, în timpul unei parade militare la Cairo, Sadat a fost asasinat de membri ai partidului Jihadul islamic, pe motivul că a negociat cu „dușmanul” principal al națiunii islamice, Israelul.